# 共輸送体

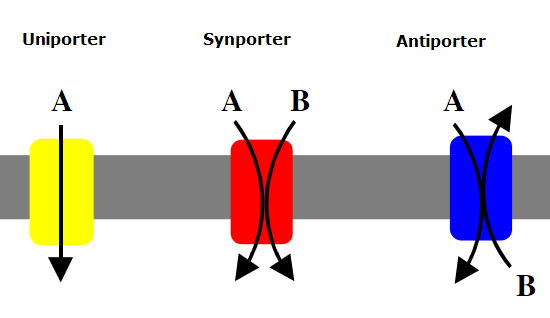
膜輸送体の比較：左から単輸送体、共輸送体、交換輸送体

共輸送体（きょうゆそうたい、英: Symporter）または同伴輸送体（どうはんゆそうたい）は、2つ（またはそれ以上）の異なる分子が細胞膜を同じ方向に通過する輸送に関与する内在性膜蛋白質である。共輸送体は原形質膜に存在し、分子を同時に細胞膜を横切って輸送するため、共役輸送体の一種である。共輸送体は分子が互いに対して同じ方向に移動するという点で、交換輸送体とは対照的である。通常は、イオンが電気化学的勾配を下降し、他の分子が濃度勾配に逆らって移動する。膜を横切るイオンの移動は促進拡散であり、分子の能動輸送と連動している。共輸送では、2つの分子が同じ方向に同時間に移動する。例えば、ナトリウムイオンと共にグルコースが移動する場合である。この場合、グルコースは低濃度から高濃度へと通常の濃度勾配に逆らって移動する。

## 実例
腸管上皮に存在するSGLT1は、ナトリウムイオン（Na+）とグルコースを上皮細胞の内腔膜を通過させて血液中に吸収させる。これが経口補水療法の基本である。もしこの共輸送体が存在しなければ、個々のナトリウムチャネルやグルコース単輸送体は、濃度勾配に逆らってグルコースを血流に移行させることはできない。
腎臓の尿細管にあるヘンレ係蹄に存在するNa+/K+/Cl-共輸送体は、ナトリウムイオン（Na+）、カリウムイオン（K+）、塩化物イオン（2Cl-）の3種類の4分子を輸送する。フロセミドなどのループ利尿薬はこの蛋白質に作用する。
海生無脊椎動物は、強い化学的勾配に逆らって輸送するために共輸送体を使用する。アミノ酸と糖は細胞外ナトリウムの存在下で海水から取り込まれ、Na+/K+-ATPアーゼポンプによって駆動される。
植物の根では、H+/K+共輸送体は、1つの荷電した水素イオン（より一般的にはプロトンとして知られる）と1つの荷電したK+イオンのみを特異的に透過させるいくつかの共輸送体/交換輸送体のグループの一員に過ぎない。この輸送体群はすべて、細胞内の化学浸透圧ポテンシャルの調節に寄与している。最初にH+はH+ATPアーゼによって根の外側の領域に送り込まれる。細胞内部と外部との間でpHと電気化学的電位勾配が共に変化すると、プロトン駆動力が生じる。プロトンは、正電荷を帯びたプロトンが高濃度に存在する現在の位置から、低濃度で電圧もゼロに近い領域に自然に逆流しようとするからである。
その理由は2つある。1つは、自然界に存在する物質には濃度の高いところから低いところへ移動する性質が有ることである。コップの水にインクを一滴垂らせば判るように、それは凝集するのではなく濃度の高い部分（色のついた部分）から濃度の低い部分（透明な部分）へと移動し始める。第2には、主にプラスまたはマイナスに帯電した粒子の大きなグループは自然に反発し合うことである。これは、磁石の2つのS極または2つのN極を近づけてみるのと同じである。磁石の強さにもよるが反発力は非常に強く、機械の助けを借りない限り磁石を押し付け合うことは通常不可能である。プロトン駆動力は、プロトンと共にイオンを根の表皮または根毛の表面に戻すことで系に作用する。H+/K+共輸送体のような特定のキャリアが、特定のイオンを土壌と根の接触面から細胞内に入れ、土壌から離れた側の細胞側の原形質連絡/共輸送体/交換輸送体から外に排出する。これにより、必須元素が植物内の必要な領域まで移動し、植物が成熟するために不可欠な重要な栄養素が植物に供給される。